# Sidotopo
Sidotopo is een bestuurslaag in het regentschap Soerabaja van de provincie Oost-Java, Indonesië. Sidotopo telt 26.687 inwoners (volkstelling 2010).